# BMW M1
BMW M1 (modelna koda E26) je športni avtomobil z srednje nameščenim motorjem, ki ga je nemški proizvajalec avtomobilov BMW proizvajal od leta 1978 do leta 1981.